# Wolfgang Dremmler
Wolfgang Dremmler (Salzgitter, el 12 de juliol de 1954) és un exfutbolista alemany.